# Anemone cylindrica
Anemone cylindrica es una planta herbácea de la familia de las ranunculáceas.

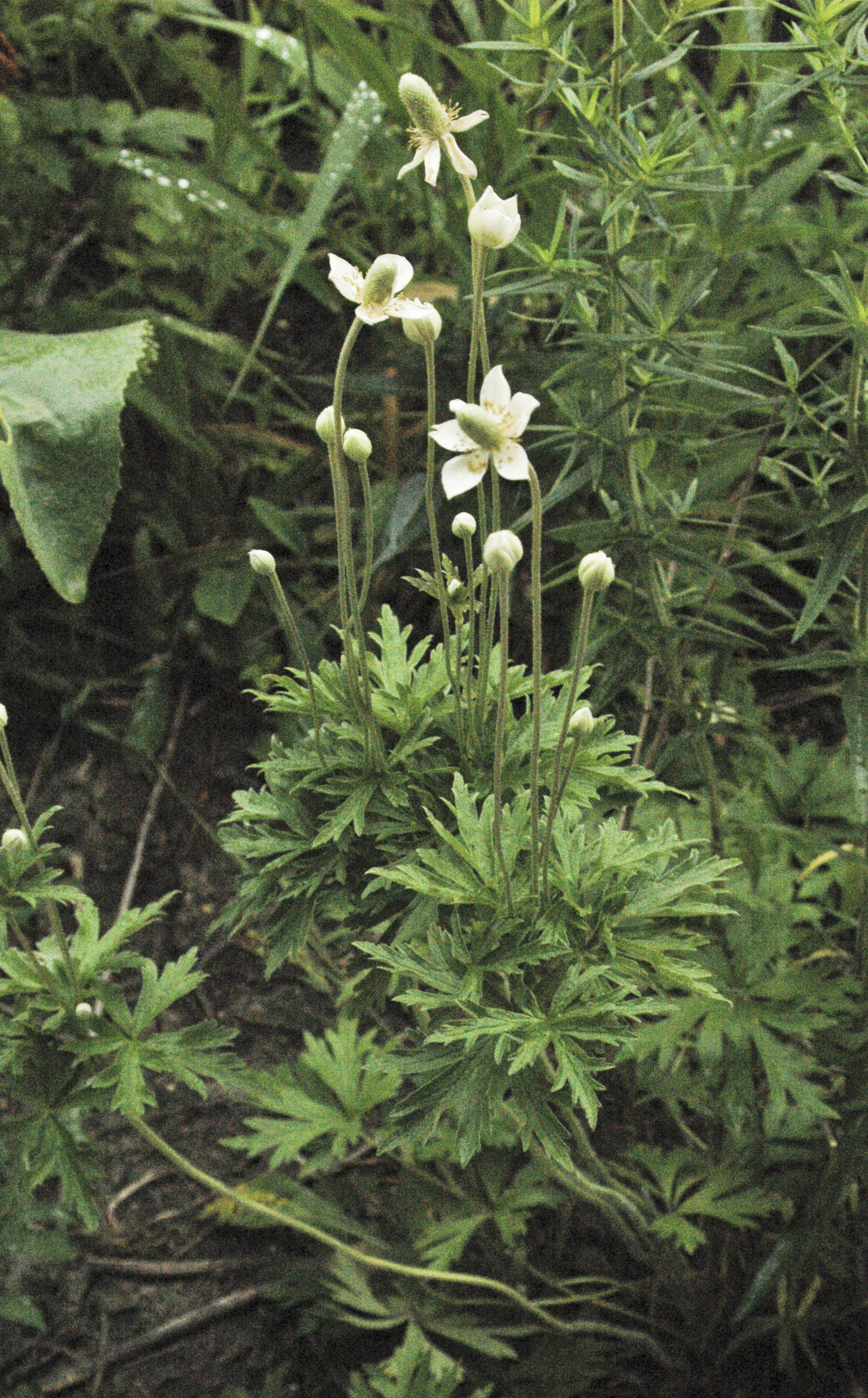
Vista de la planta en su hábitat

## Descripción
Es una planta herbácea que alcanza un tamaño de 30 a 100 cm de altura, florece a principios del verano, pero a menudo se encuentran en floración hasta el final del verano, las flores son de color blanco verdoso. Después de la floración, los frutos se producen en unas densas columnas de picos redondeados  de 20 a 35 mm de largo. Cuando los frutos, llamados aquenios, están maduros tienen color blanco grisáceo, lanosos, lo que les permite volar con el viento.

## Distribución y hábitat
Anemone cylindrica es nativa de centro-norte de América del Norte donde se pueden encontrar  en las praderas, en bosques abiertos secos, junto a los caminos y en los pastizales.

## Taxonomía
Anemone cylindrica, fue descrita  por Asa Gray y publicado en Annals of the Lyceum of Natural History of New York 3: 221–222, en el año 1835.
Etimología
Anemone: nombre genérico que procede de la palabra griega  Άνεμος, que significa viento.
cylindrica: epíteto latíno que significa "cilíndrica".
Sinonimia
- Anemone cylindrica f. albida Farw.[5]